# 失踪日記2 アル中病棟
『失踪日記2 アル中病棟』（しっそうにっき2 あるちゅうびょうとう）は、吾妻ひでおによる漫画。2013年10月10日にイースト・プレスから発行された。
本作はフリースタイルの「このマンガを読め!2014」で1位となった。

## 概要
「失踪日記」の続編と銘打たれた本作は、前作の中の「アル中病棟」編をさらに展開したものとなっている。前作にいた人物も多く登場し、アルコール依存症の治療の過程が淡々と映し出される。前作では入院生活の仕組みや暮らし方が主体となっていたが、今回は吾妻を取り巻く患者たちとの関係や物語も濃く描かれている。
本作は前作から約8年の年月をかけて描かれた。これについて吾妻自身も巻末対談の中で「これ、終わらないんじゃないかなあって思ってた」と発言している。
吾妻自身によるキャッチコピーは「病棟は楽しいよ」。

## あらすじ
前作は失踪、配管工、病院と場面の移り変わりに応じて大きく3つの章に分かれていたのに対し、今作は病院のみが舞台となっている。出来事ごとに区切られ、イントロダクションと27の章に分かれている。
以下の引用は『失踪日記2 アル中病棟』による。

### イントロダクション
1997年頃から飲酒量が増え、1998年に連続飲酒状態となり食事も取らず一晩中飲み続けるという生活の末、幻覚、幻聴に悩まされることになる。そして吾妻は妻と息子に取り押さえられ、A病院(別名アル中病棟)に強制入院させられる。

### 入院1ヶ月(アル棟1~アル棟3)
吾妻はまだ体からアルコールが抜け切っておらず、長らく酒による作用で睡眠が取れていた為、睡眠薬のみでは寝れない重度の不眠症に悩む。それに相まって飲酒欲求も強くなっていた。
この頃から道に落ちているネジやドングリなどをガラクタを使ってUFOや動物などのオブジェクトを作ることを趣味にしていた。

### 入院2ヶ月(アル棟4~アル棟15)
吾妻は自治会の役員でレクリエーションの係を任される。その後院内でクイズ大会が開催され司会を務める。
スリーミーティング(院内、AAによる集会)に出席する。
アル棟11で外出許可が出され、帰宅する。

### 入院3ヶ月(アル棟16~アル棟26)
三期を迎え、断酒会とAAによるミーティングが多くなる。

### 退院(アル棟27)
吾妻は最後、安達と連絡先を交換し同年4月5日に退院する。

## 登場人物
※登場人物は吾妻を除きいずれも仮名。
吾妻
本作の主人公。
最初は入院を嫌がっていたが、入院後は真面目な生活態度で病棟に適応。
患者による自治会では桜木と共にレクレーション係を務める。
先輩患者の高橋を慕っており、高橋の退院後は小林と行動を共にすることがあるが、一人で過ごすことも多い。
院外散歩の際に拾った金具や石などを材料にオブジェ作りを行っており、しみじみ「漫画家やめてこれで食えないかなー」とモノローグするシーンもある。
渡鍋
吾妻がA病院の個室から2人部屋に移った際に吾妻と友達になる。A病院は2度目の入院。
いい人だが短気で喧嘩っ早く、入院35日目に看護長と大喧嘩して強制退院になる。
患者による自治会の役員に選出され、ベッドの下に自治会の備品一式を入れておくだけの一番楽な「用具係」を行った。
高橋
吾妻の先輩となる入院患者。
吾妻にとっては入院生活の指南役。
1999年2月いっぱいで退院し、アルコール依存症患者の社会復帰訓練寮「自省館」に入寮。
杉野
吾妻と同日入院。A病院は2度目の入院。
妻子がおり、入院前は板前の大将であった。
仕事柄や入院直前の時代柄(1990年代後半)もあろうが、仕事中に客に酒を勧められ、断り切れず飲んだら抗酒剤が反応して再入院となった。
家族のためにと断酒に必死である。自信過剰で態度が大きく、若干直情径行。
患者による自治会の役員に選出され、会長に就任。
佐山
杉野と仲の良い青年。入院前は役者やタクシーの運転手をしていた。
忘れ物をしてはギリギリで用事に間に合うことから「ギリギリの佐山」と呼ばれていた。
福島
再飲酒する強い意志を持つ入院患者の女性。吾妻曰く「よく知らないけど信念を貫く人」。
作中でも再飲酒してガッチャン部屋(反省室)送りとなっている。
患者による自治会の役員に選出され、会計に就任。
星川
ことあるごとに院内ミーティングで日本国憲法第13条を読み上げ、再飲酒する意志を見せる男性。
吾妻が入院してから2ヶ月程度経過した頃に退院するが、すぐに再飲酒。しつこく大島に電話を掛けるため、大島はそのストレスで食事をとらなくなった。
桜木
物静かな印象の女性。患者の中では「桜木夫人」と呼ばれていた。
患者による自治会の役員に選出され、レクレーション係に就任。
自治会役員は周りに無理矢理やらされたようなもので「あたし、役員なんてできない」と自信なさそうにしていた。
後にいつのまにか途中退院した。
浅野
素行の悪い中年男性の入院患者。
患者相手のタバコ代や菓子代など少額の寸借詐欺、病室内での排尿、掃除当番を真面目にやらないなど、問題行動は枚挙に暇がない。
推定失見当識で、普通なら初見でもできるようなシーツの交換もまともにできない。
後にその問題行動が看過されなくなり、強制退院。吾妻は「もっときっつい病院へ転院することになったのだろう」と推測していた。
脇道
浅野と並ぶ「性格破綻者」の男性入院患者。
早く退院したいために「2期」契約を結ばず「閉鎖」扱いで病棟に閉じ籠って我慢していた。
浅野が寸借詐欺を行っていることを吾妻が浅野に問い詰めた際には、浅野の肩を持つような態度を取った。
吾妻が聞き出したところによると、アルコール依存症だけでなく薬物依存症でもある模様。
大島
スキンヘッドで大柄の男性。入院歴2年。
退院後にアパートに帰ったら既に妻子に逃げられていたため、ショックで再飲酒して1ヶ月で再入院して病棟に戻ったという経歴を持つ。
安達同様、入院前は相当の暴れん坊であった模様。
退院に際して仕事と保証人を手配すると久保田に申し出られるも、会社はつぶれていて保証人になってくれる人もいなかった。
久保田と仲が良く、前述のように久保田に騙された形となった際もその話を聞いて激怒する安達と杉野をなだめ、土下座する久保田を「いいって、いいって、もう」と許した。
御木本
推定40代の女性患者。ショートカットで薄い色の付いた眼鏡を掛けている。吾妻によると患者を牛耳っている模様。
時々消灯後の22時頃からホールでティーパーティーと呼ばれる集会を主催する。
実はアルコール依存症ではなく、布教のために入院している修道女。
安達
容姿端麗な28歳の青年。
治療を無視して毎日飲酒していたら家族が味噌汁にこっそりいれた抗酒剤が反応して再入院となった。
プロレスファンでフルコンタクト空手有段者。将棋も強く、物真似も得意で、病棟のムードメーカー。
大島同様、入院前は相当の暴れん坊であった模様で、入院中にも短気な性格を理由に看護師から説教を食らった。
久保田が大島を騙した格好となった際は激怒していた。
久保田
肥満体で糖尿病の患者。
人当たりが良く、英語が堪能。糖尿病にも拘らずアンパンを10個一気食いするのが欠点。大島と仲が良い。
病棟内では一番将棋が強い患者。
後に大島に「保証人と仕事を紹介する」と嘘をついて杉野と安達に激怒される。
熊本
髭面で肥満体で糖尿病の中年男性。
「MAMU」と呼ばれるアルコール依存症者のための社会復帰技術習得センターに朝から週4回通っているため、病棟内では疲れていていつも寝っ転がっている。
普段は温厚だが怒ると怖い。糖尿病にも拘らず夜中にカップ焼きそばを大量に食べている。
鈴木
小柄な入院患者で「ミニラ」と仇名されている。
どうしても断酒できず常に「閉鎖」扱いでずっとA病院にいる。
「これからは、1から10までやり直して真人間になります」が口癖で、まわりの入院者たちがみんな真似をする。
黒田
入院歴5年の初老の男性
認知機能に問題があると見られる描写があり、大便をズボンの裾からこぼしたり、吾妻からオブジェ作りを教わると看護室に置き場に困るほど大量に自作のオブジェをプレゼントしたりしている。
食事のスピードは極めて遅く、昼食を食べ切る前に夕食の時間になるほどである。
小林
同期の患者。眼鏡を掛けてニヒルな印象の、50歳の男性。
入院生活やAAの集会を楽しんでいる節がある。
AAでのアノニマス・ネームは「クール」。
松崎
若い見た目の女性。
入院当初は思った事を言わずにはいられない性格で周囲の反発を招いていたが、御木本に諭されたのか段々とクレームが減り、周囲に馴染んでいった。
最初は「松崎日記」と呼ばれる日記を患者たちに読ませていたが、後にこれは廃止した。
姫島には菓子やタバコなど、色々と貢いでいる。一方で福島とは犬猿の仲。
関
眼鏡を掛けた聡明な印象で穏やかな性格の男性。入院患者としては吾妻の後輩。
入院早々浅野の寸借詐欺に引っ掛かり、しばらく人間不信に陥っていた。
掃除当番をサボる浅野やMAMUで留守がちな熊本に代わって吾妻と共に掃除当番を頑張っている。
食道静脈瘤の持病を持つ。
深大寺に出掛けるレクレーションが印象に残って外出許可が出た時に妻子とでもう一度深大寺に行ったが、甘酒を飲んだことが問題になって即日病院の禁止飲食物に甘酒が追加された。
赤坂
関と同期入院の患者。柔和な性格で、全身モスグリーンコーデが特徴。
病院の何かを恐れて家族には面会に来ないように電話で頼んでいる。
将棋の腕前は本人曰く弱いそうだが、吾妻を「1戦やって5回ぐらい負けた」とコテンパンにするぐらいの実力はある。
津田沼
白髪で角刈りの貫禄のある男性入院患者。再入院組。
どこかにある地雷を踏むと怖いが、普通に対応すれば問題ない男性。
風呂で一緒になるとなぜか全員の背中を流す。再入院組なので入院生活を熟知している。
元々「ちょっと呑んだだけだからすぐ出るよ」と語っており、その言葉通り3週間余りで途中退院した。
福留
眼球運動障害の入院患者で、入院歴は10年。
10年入院していることもあって、院内の患者ミーティングでは1週間の出来事として「今週もいつも通りの1週間でした」と答えるのがお決まりになっている。
後に退院に向けての準備となる「3期」に移行するが、生活保護費を貯めたり入院患者に鉛筆を売り付けたりして得た金で、夜の院外ミーティングに外出許可が出た際は風俗に行き、杉野の反感を買った。
芝浦
吾妻が入院してから2ヶ月が過ぎた頃に入院した患者。アルコール性の大腿骨骨頭壊死なのか、片足が不自由で杖を突いて歩いている。
入院直後に同期の戸越と共に、入院生活のストレスがたまっていた吾妻に「俺の入ってたトイレ蹴っただろ」と因縁を付けられる。
深大寺レクレーションの際は足が不自由な為「かなり歩くことになるから」と参加を拒否されかかったが、看護師緊急会議により連れて行ってもらうに至った。
当初は吾妻に因縁を付けられて困惑していたが、後に吾妻と共に日常会話に参加している描写がある。
戸越
芝浦と同期入院。垂れ目で隈が出来た顔をしている。
入院直後に同期の芝浦と共に、入院生活のストレスがたまっていた吾妻に「俺の入ってたトイレ蹴っただろ」と因縁を付けられる。
入院前は酒の買い出しの際に自転車のカゴに一升パック3本積んで走っていた(当時自転車の飲酒運転という概念は一般に浸透していなかった)といい、その話で患者たちは盛り上がっていた。
当初は吾妻に因縁を付けられて困惑していたが、芝浦と同様に後に吾妻とある程度打ち解ける。
看護長
大柄で若干肥満なメガネの男性。病棟の看護師の責任者。
アルコール依存症の治療に熱心な看護師だが、余りに反抗的な人間は強制退院させる方針を持つ。
稲盛
M鷹断酒会のメンバー。会員勧誘に情熱の全てを捧げている。
アルコール依存症患者だが飲酒欲求がなく、断酒会でもその旨を語るのがお決まり。
秋津
M鷹断酒会の会合にいつも勝手に上がり込んでは勝手に歌を歌う酒浸りのホームレス。不潔な格好をしている。
元々部外者であったため後にM鷹断酒会の会合を出入り禁止になっている。

## 巻末対談
前作と同じように、今回も吾妻ととり・みきの対談が掲載されている。前作は4ページにわたる対談記録だったが、今回は6ページと長めに収録されている。